# Serge Nader
Serge Nader (geboren im 20. Jahrhundert) ist ein ehemaliger libanesischer Wasserski-Fahrer, Skisportler, Skisportfunktionär und Besitzer eines Yachtclubs.

## Werdegang
Serge Nader wurde, vermutlich in den 30er-Jahren, als Sohn des libanesischen Yachtclubbesitzers Michel Nader geboren.
Für den Saint-Georges Yacht Motor Club war Nader als Wasserski-Fahrer aktiv, sein jedoch einziges auffindbares Ergebnis ist der 18. Platz bei der Wasserski-Weltmeisterschaft 1959 in Mailand.
Einigen Quellen zufolge, war er nicht nur Wasserski-Fahrer, sondern auch Skisportler, zumindest als Trainer und Präsident des St. Georges Clubs unterrichtete er auch Skifahren und hatte erheblichen Einfluss auf den libanesischen Skisport. In den 60er-Jahren bot der Verein Wasserski und Alpinski an, letzteres wurde im Skigebiet Les Cedars bei Bischarri teilweise bis in den Sommer unterrichtet und auch auf Wettkampfbasis veranstaltet.
Dort wurde auch, Ende der 60er-Jahre, auf Naders Initiative, die erste und einzige Skisprungschanze des Libanon, der Tremplin Bischarri, errichtet, wo mindestens zweimal auch Wettkämpfe unter internationaler Beteiligung eines zypriotischen Skiclubs ausgetragen wurden, dessen Konkurrenz zu den lokalen Athleten des St. Georges Clubs den Höhepunkt der Wettkämpfe markierte. Gesponsert wurden die Wettbewerbe von der MEA Airliban.
Im libanesischen Bürgerkrieg musste der Yachtclub schließen, konnte danach aber im Gegensatz zum angrenzenden Hotel wieder öffnen, jedoch verkaufte Serge Nader, der ihn inzwischen von seinem Vater übernommen hatte, den Club im Jahr 1997 an den Investor Fadi Khoury, der auch das St. Georges Hotel gekauft hatte und renovieren wollte.
Nader blieb trotzdem Präsident des zugehörigen Vereins und übt diesen Posten, der libanesischen Ski-Föderation zufolge, auch Stand 2024 noch aus. Er verfolgte den Plan, den libanesischen Wasserskisport, der in den 70ern bis 80ern verschwunden war, wiederzubeleben. Deshalb kontaktierte er 1997 den ehemaligen Wasserskifahrer John Arida, der den Libanon bei verschiedenen Meisterschaften vertrat, um Neulinge im Wasserski zu unterrichten. Im selben Jahr wurde die erste libanesische Meisterschaft seit 25 Jahren ausgerichtet, und 1998 trat eine libanesische Delegation bei den arabischen Meisterschaften im Wasserski an. Serge Nader war als Präsident des Wasserski-Verbandes dabei und konnte mit seinen Sportlern vier Medaillen gewinnen.